# Sinnamon Love
Sinnamon Love (Flint, Míchigan; 31 de diciembre de 1973) es una actriz pornográfica, modelo de fetichismo y glamour estadounidense de ascendencia afrodescendiente.
Creció en Flint, Míchigan, asistiendo a una escuela privada. A los 16 años se mudó a Los Ángeles, California, donde recibió su diploma de secundaria un año más tarde. Se casó mientras estudiaba en "Santa Mónica College", divorciándose luego, siendo madre de 2 niños. Desde entonces ha tenido un hijo más. Love comenzó a rodar películas para adultos a comienzos de la década de 1990, y desde entonces ha aparecido en aproximadamente 200 películas. Dirigió la película My Black Ass 4, la cual recibió nominaciones a los premios AVN del año 2001 por "Mejor Escena de Sexo Anal de Temas Étnicos en Vídeo".
Love fue invitada al show de Jerry Springer en 1995, y en el 2003 se le hizo una cobertura del primer reporte de una revista de hip hop y pornografías, la cual se llamaba Fish 'N Grits, en la cual estuvo con la estrella del hip hop Redman. En el 2008 fue copresentadora del programa Fetish at Night en PrimeTimeUncensored.com. También apareció en el programa The Tyra Banks Show.
Ella ha sobrevivido con un cáncer de ovario, pero perdió uno de ello y las trompas de falopio. 
Sus pasatiempos incluyen cocinar y juegos de mesa.